# Arquitectura del agua
Arquitectura del agua –y el concepto asociado ingeniería del agua– es el conjunto de obras y estudios relacionados con las diversas infraestructuras hidráulicas, su gestión y desarrollo. Aunque el concepto y su materialización quedaron ya de manifiesto en la Edad Antigua, la terminología y su difusión como ciencia e industria aparecen en el final del siglo xx. Además de las vertientes históricas o culturales del concepto, en su aspecto científico, la llamada arquitectura del agua puede aparecer asociada a la gestión de recursos hídricos y todo tipo de hidrotecnologías.

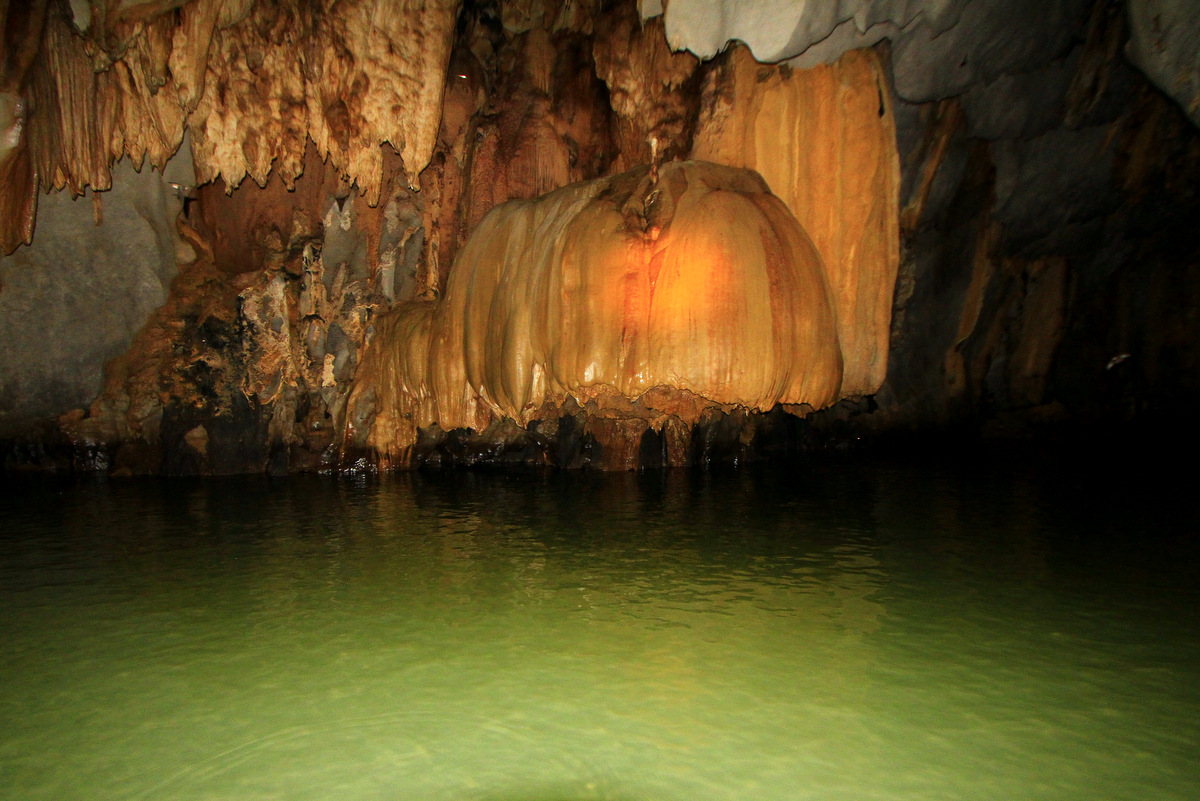
Arquitecturas naturales del paisaje kárstico en el interior del parque nacional del río subterráneo de Puerto Princesa, de la isla de Palawan, Filipinas.

A título orientativo pueden mencionarse los campos de la conducción de aguas (acueductos, canales y viajes de agua), aprovechamiento hidráulico (molinos hidráulicos, parques acuáticos y embalses), consumo (fuentes, albercas, cisternas y chultunes), urbanismo y paisajismo (jardines del modelo islámico) y arquitectura natural (cascadas, ríos subterráneos, cuevas y grutas, etc.), además de las parcelas relacionadas con la manipulación de accidentes fluviales, lacustres o marinos (albuferas, marismas y deltas, salinas y rías canalizadas) y el más reciente crecimiento de las propuestas derivadas del turismo ecológico.

## Trabajo de campo
El antropólogo español Pedro Antón Cantero, en un estudio dedicado a la Arquitectura del agua propone para el estudio institucional de esta amplia parcela de los bienes culturales de una región, país, etc., o un trabajo de campo sobre el mismo, el siguiente inventario imprescindible:
1. Localizar en un plano el conjunto considerado en el ámbito de la arquitectura de agua, con la mayor precisión.
2. Describir el espacio y su entorno, prestando atención a su capacidad generadora de sociabilidad.
3. Ordenar y describir los elementos de su arquitectura, sean fuentes, arcas, abrevaderos, lavaderos, albercas o edificios como ermitas, lavaderos, etc.
4. Descripción minuciosa de los materiales que lo componen, así como su estructura de captación y/o conducción de aguas; descripción de otros elementos (aclaraderos, pilares, respiraderos, frontones, imágenes sagradas o profanas, etc).
5. Descripción y evaluación del conjunto del sistema de presas, acequias, riegos, y molinos, fábricas y otras industrias que genera.
6. Investigar y aportar referencias, documentación e iconografía sobre la historia del espacio estudiado o sus elementos; atendiendo en especial a su origen, posibles autores y, si las hubo, modificaciones, restauraciones, etc.
7. Análisis antropológico de los «usos prácticos, simbólicos y ornamentales».

## Espacios monumentales

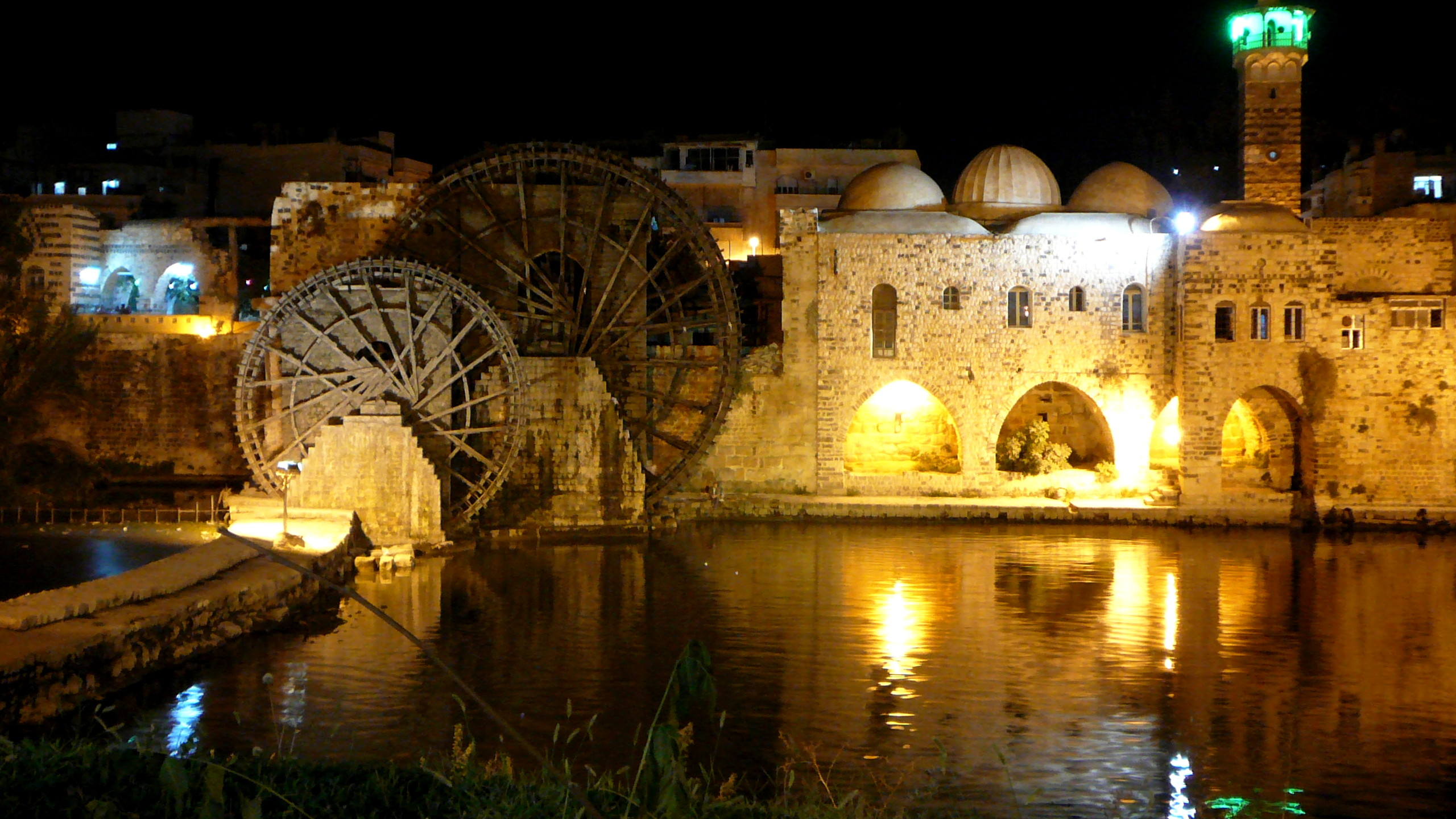
Norias de Hama, Siria

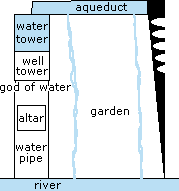
Interpretación del sistema de los jardines colgantes de la ciudad de Babilonia.

Al margen del conjunto de reconocimientos que la UNESCO ha propuesto en la Lista del Patrimonio de la Humanidad, pueden citarse aquí para una descripción global de los espacios monumentales relacionados con la arquitectura del agua
- Acueducto de Segovia
- Canal de Panamá
- Fuentes de Roma
- G-Cans
- Generalife
- Jardines Colgantes de Babilonia
- Parque Güell
- Presa de Asuán
- Venecia

## Estructuras, tipos, ingeniería y recursos
Resultaría interminable el registro o exposición de ejemplos para un marco tan amplio y diverso como el que categoriza y contiene el concepto arquitectura del agua, aplicable desde la estructura de una simple acequia de riego hasta los sistemas de cimentación de una ciudad lacustre como Venecia, o desde un molino hidráulico o el mecanismo biela-manivela de las primitivas serrerías romanas, hasta la ingeniería de polders en el Ĳsselmeer de Flandes en Europa. No obstante –y como galería documental– puede resultar interesante reseñar algunos ingenios y estructuras relacionados con las industrias del agua, su gestión y desarrollo.

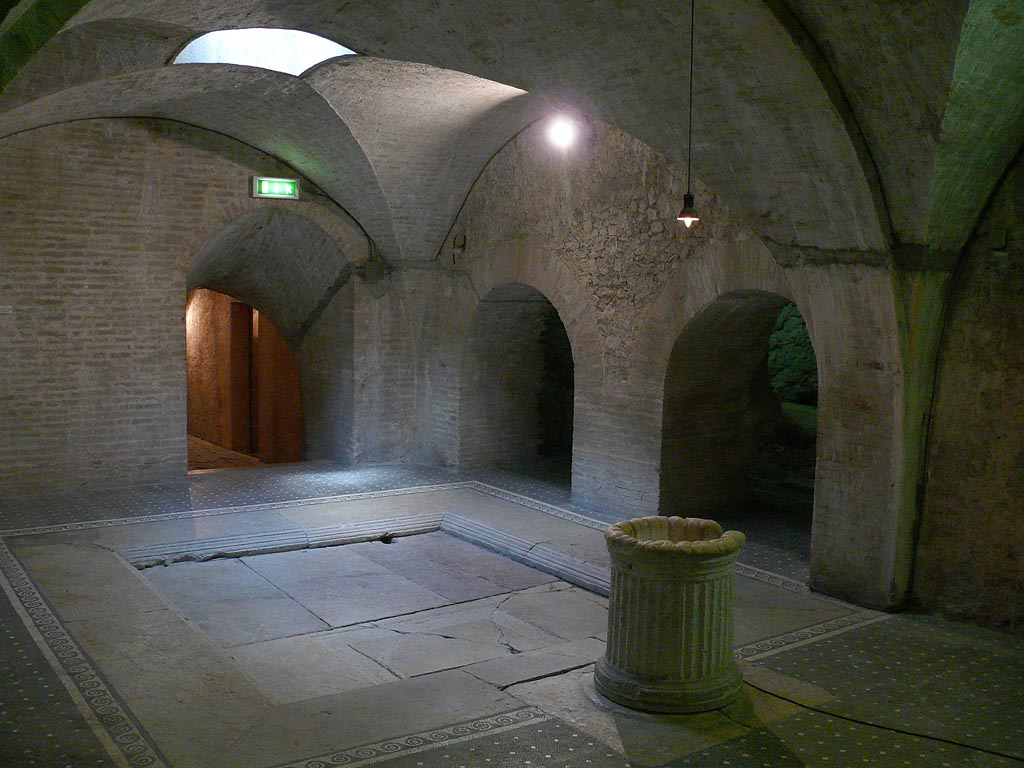
«Impluvium» romano (estanque interior para recoger agua de lluvia) en el atrio de una casa de Spoleto (Italia).
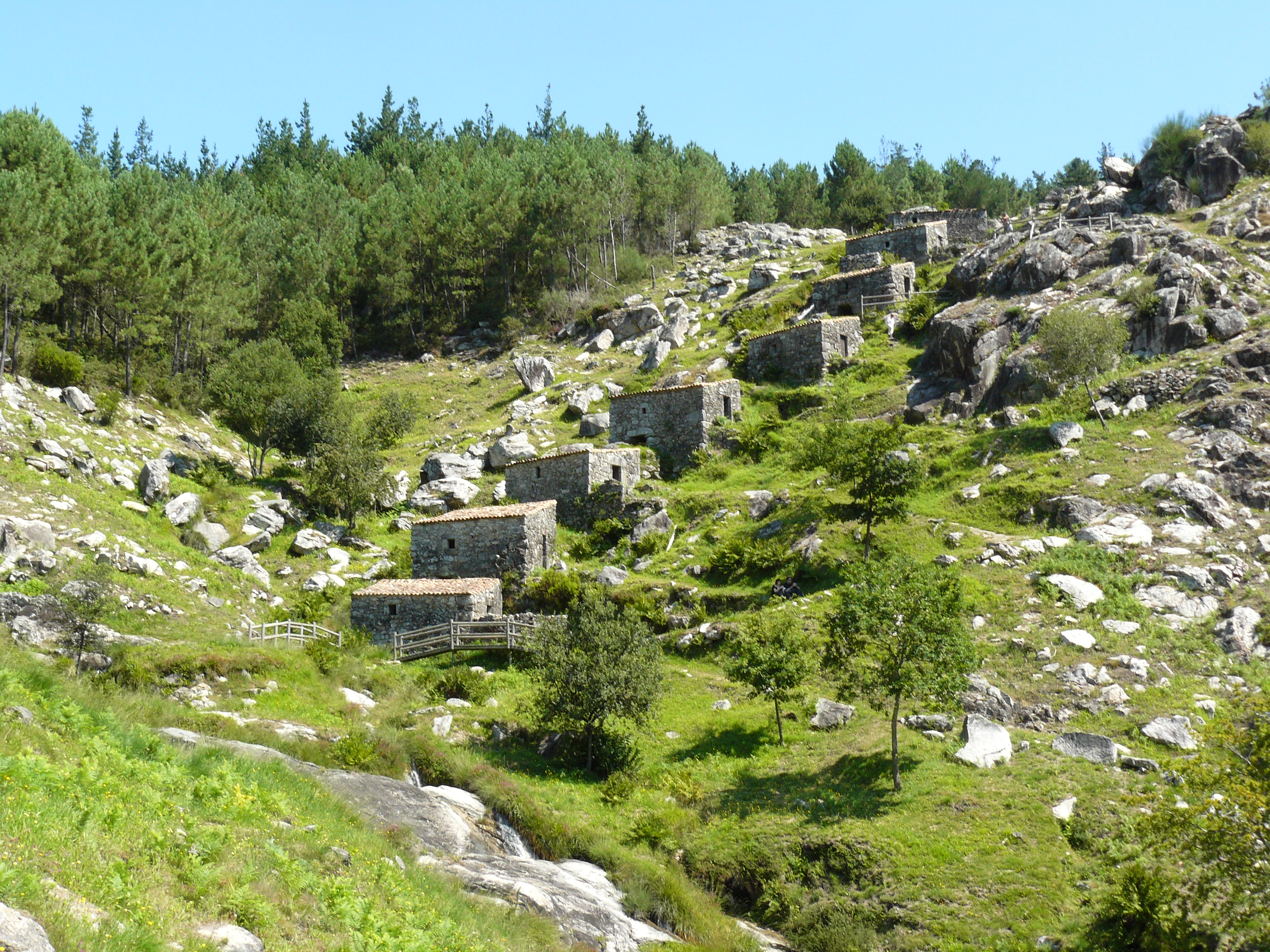
Conjunto de molinos escalonados de Folón y Picón, en Pontevedra (España).
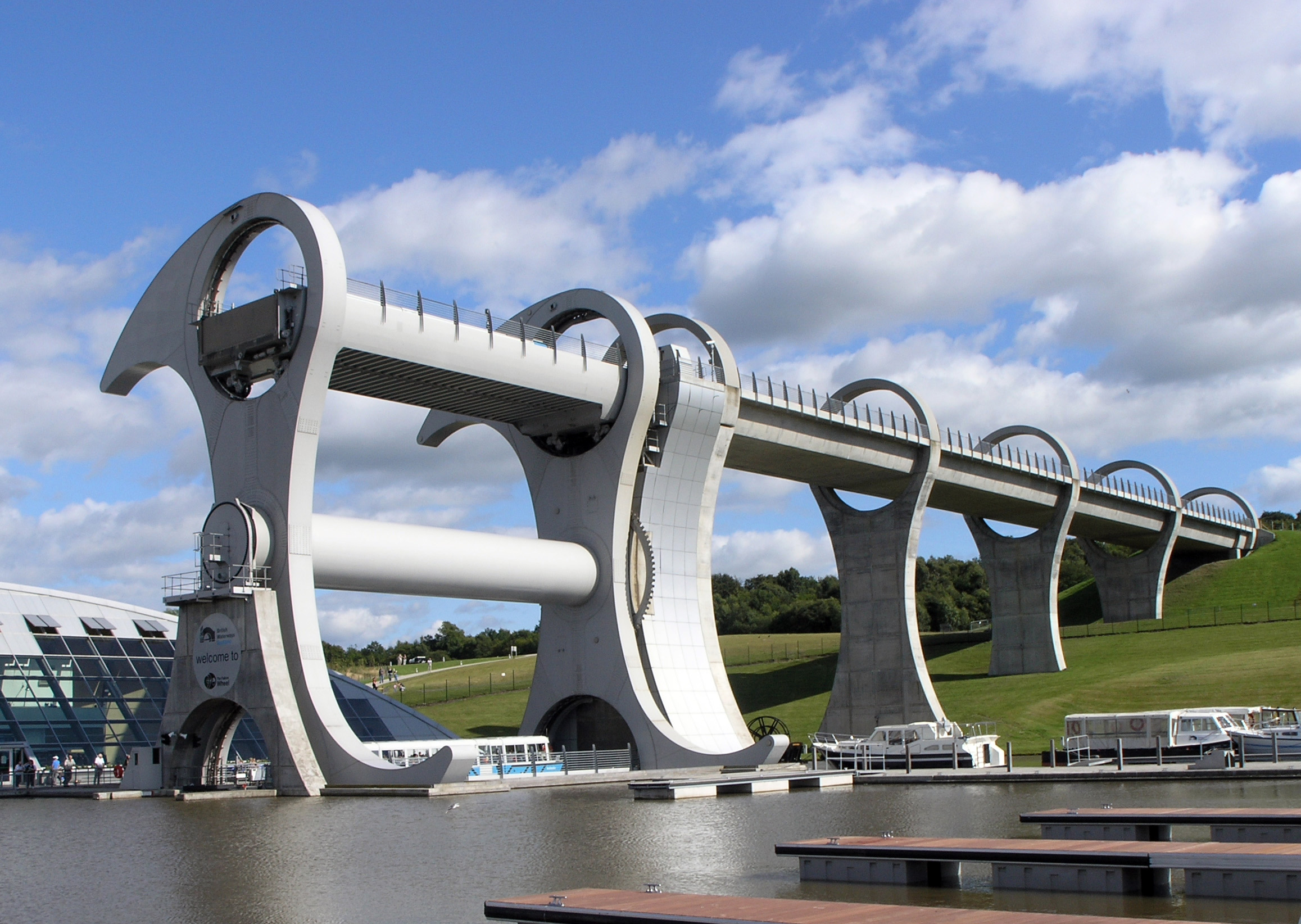
Rueda de Falkirk, molino hidráulico escocés recuperado en 2002 (aspecto en 2004).
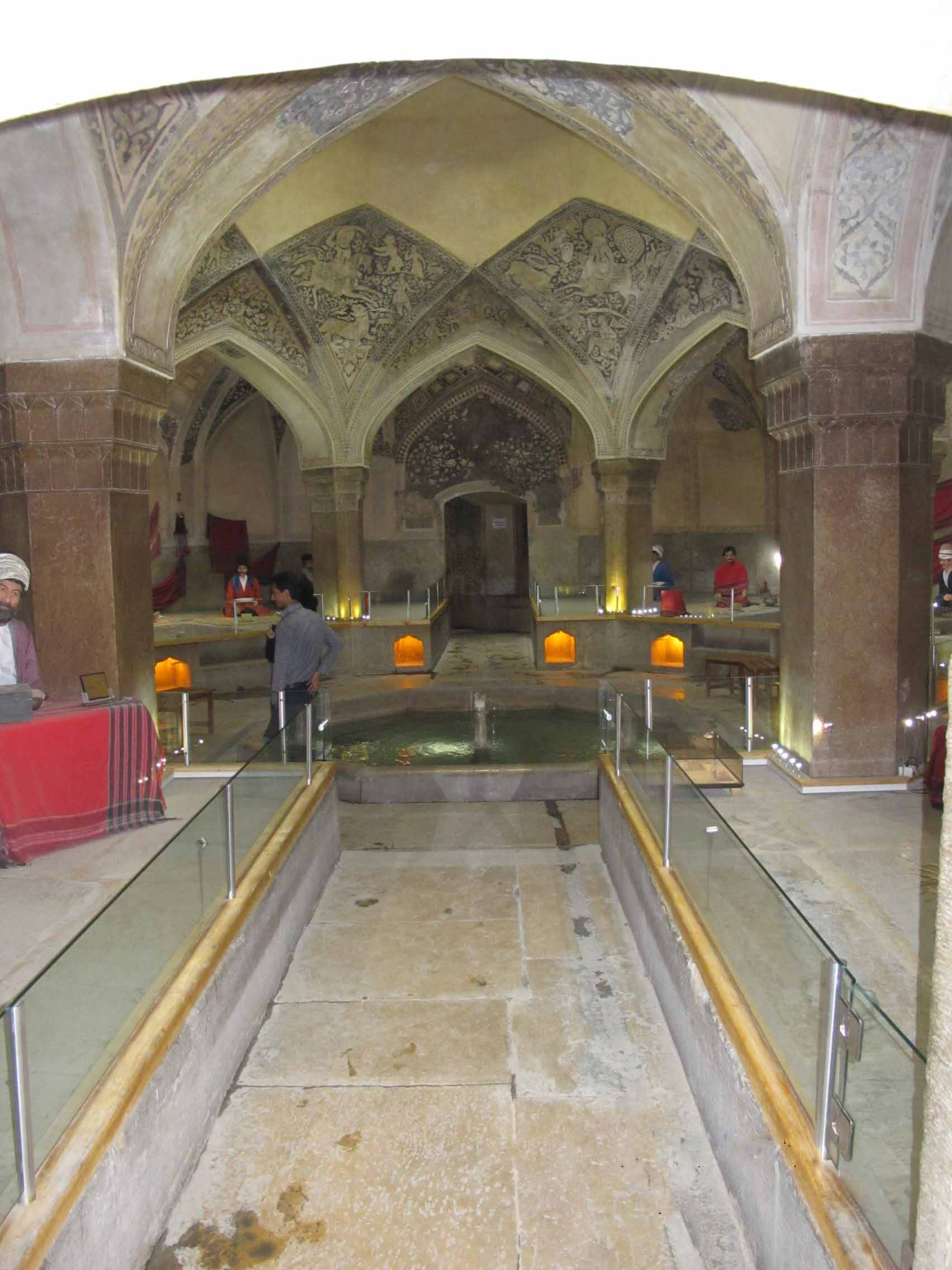
Hammam de Vakil (1760) en Shiraz, Persia.
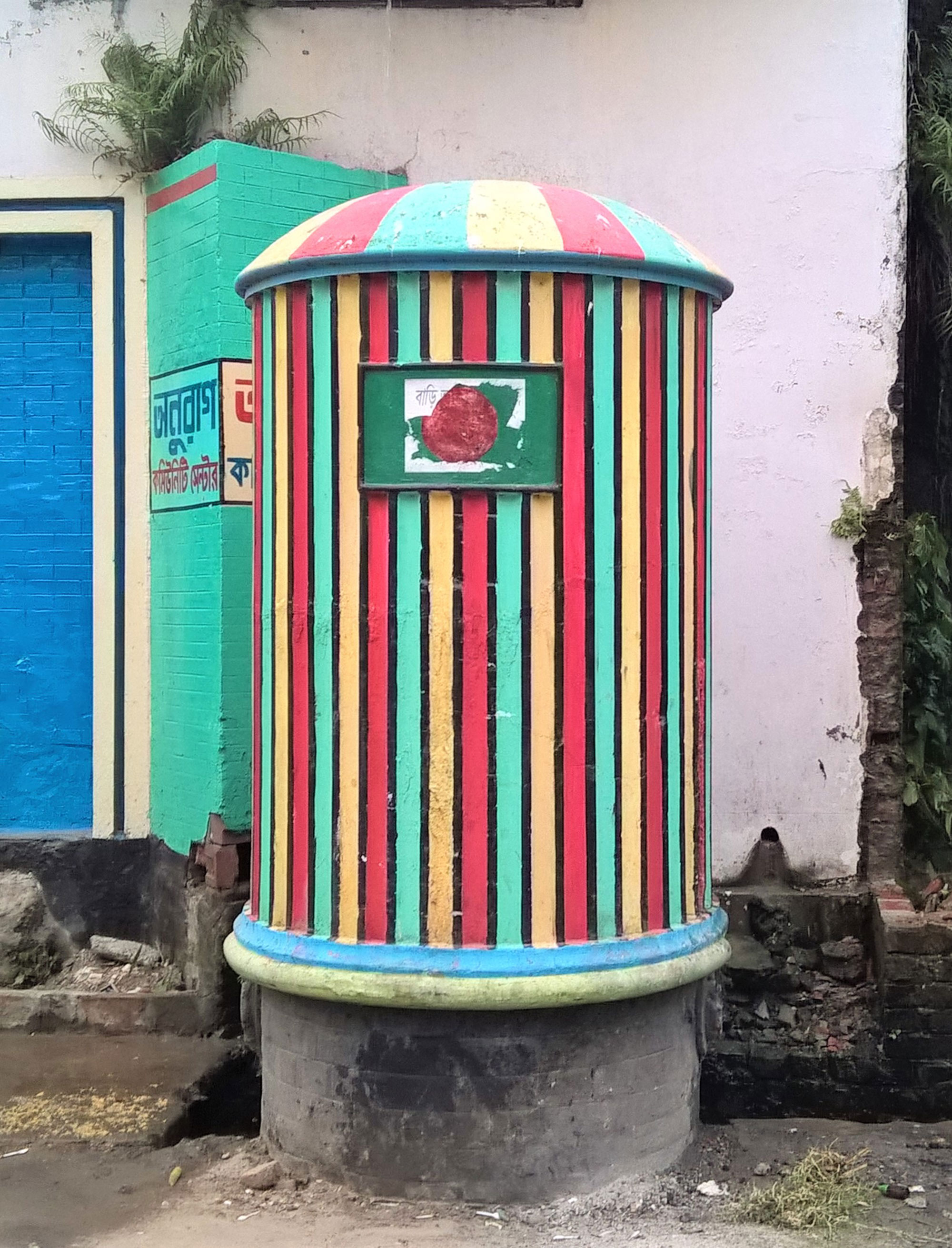
Los «dhopkol», cisternas para incendios en Rajastán.
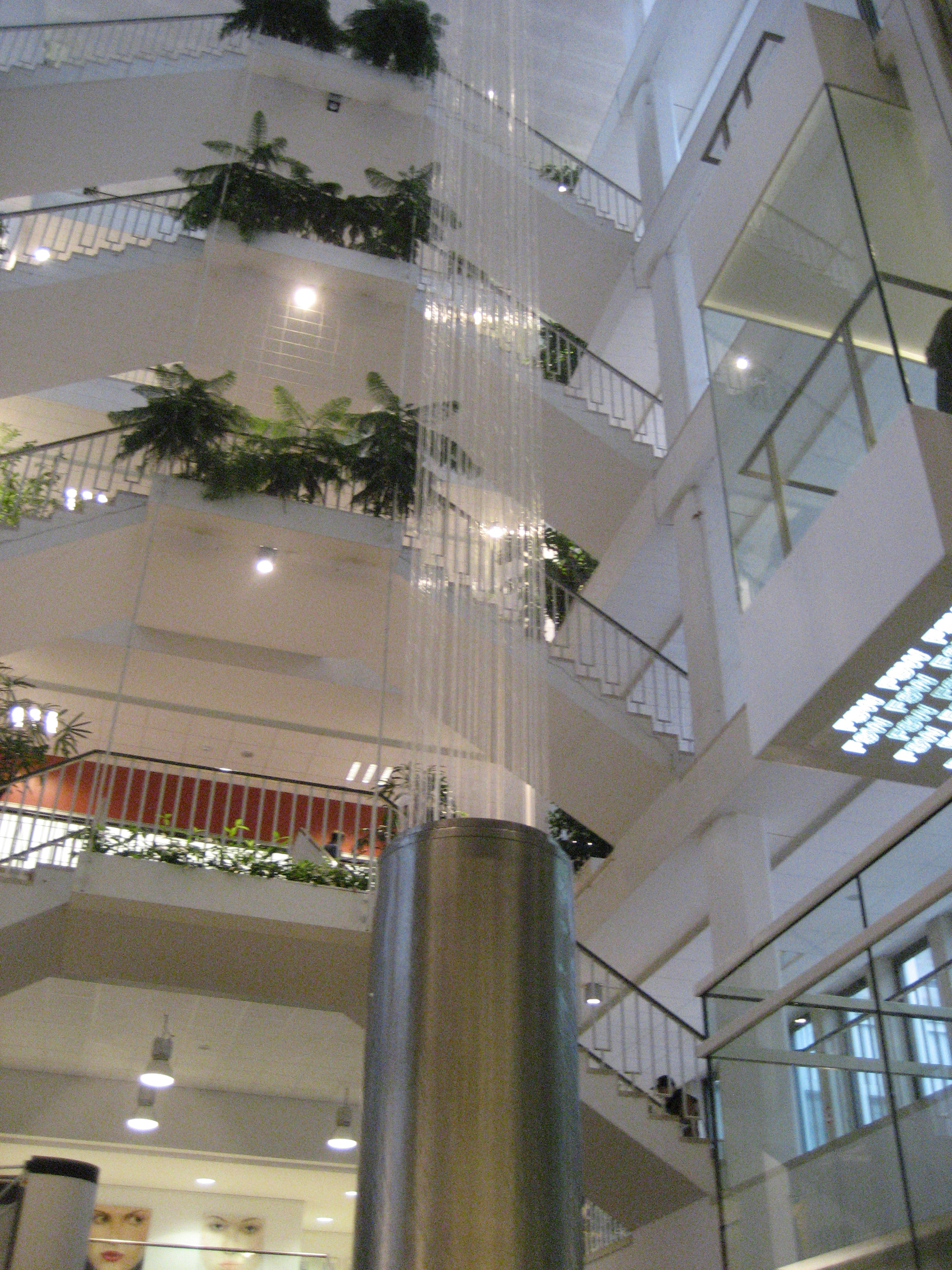
‘Fuente invertida’ de Loes van der Horst (1919-2012), en Leiden (Holanda).

### Iconografía documental
Del variado álbum de dibujos, grabados y otras manifestaciones artísticas relacionadas con el compendio documental de la arquitectura del agua, pueden anotarse por ejemplo estas láminas sobre la evolución de la rueda hidráulica:

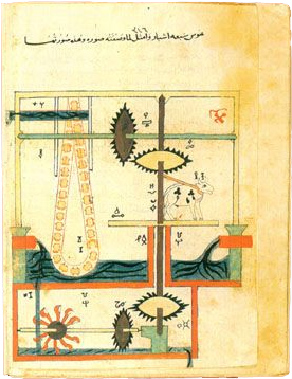
Ingenio de ingeniería hidráulica en un manuscrito de Al Jazarí (1205)
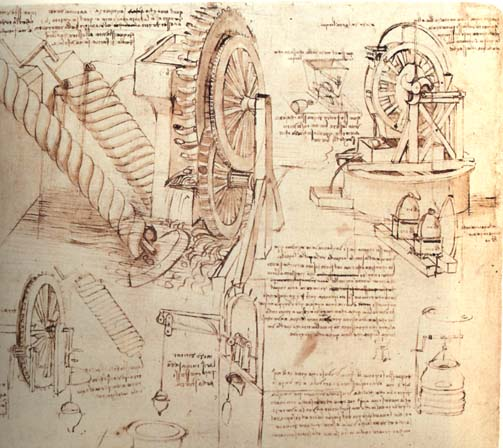
Ingenios hidráulicos dibujados por Leonardo hacia 1480
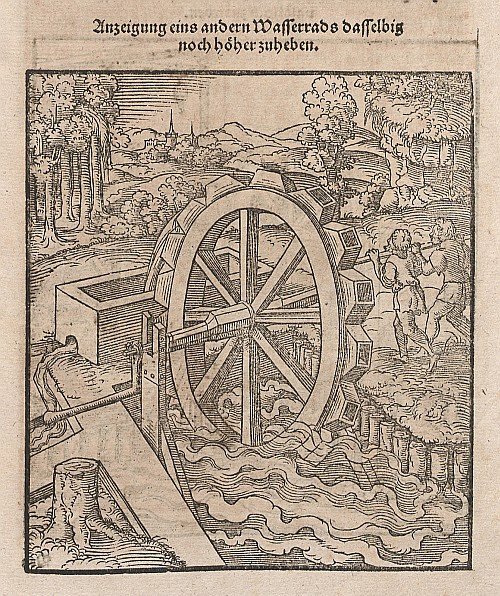
Rueda de Vitruvio (siglo I a. C.) en el tratado del matemático y botánico Walther Hermann Ryff (1575)
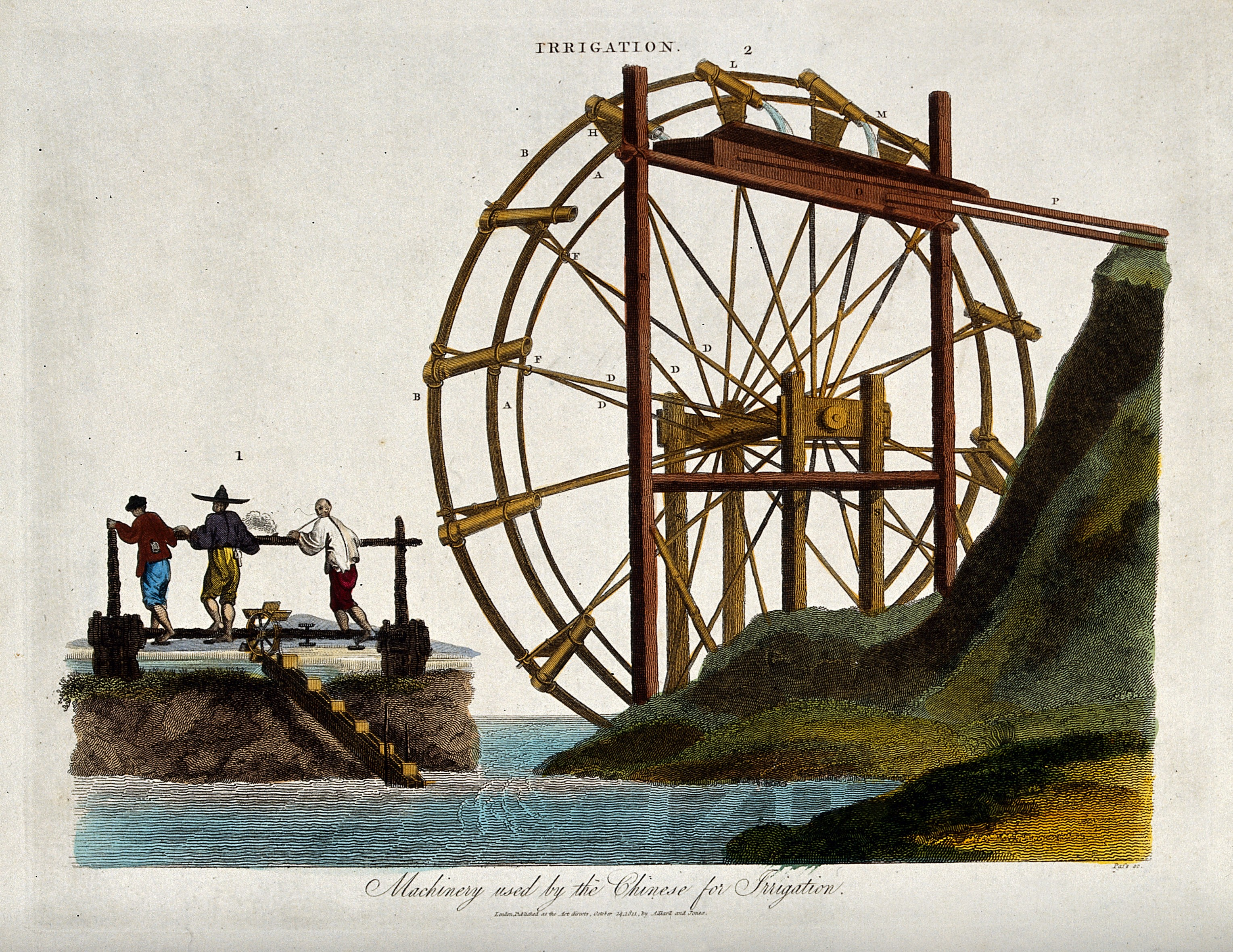
Noria en la China, según un grabado de 1811

## Véase también

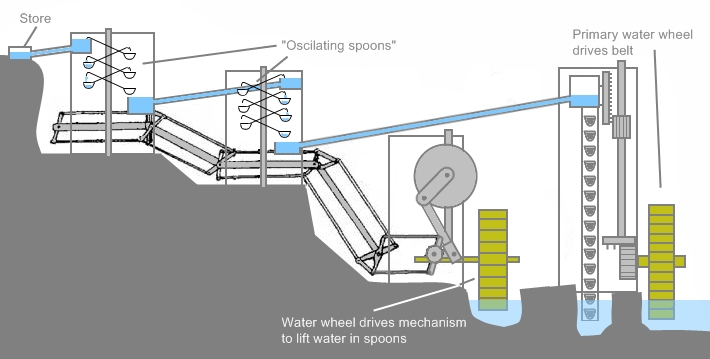
Esquema del Artificio de Juanelo